# Diễn văn từ Ngai vàng

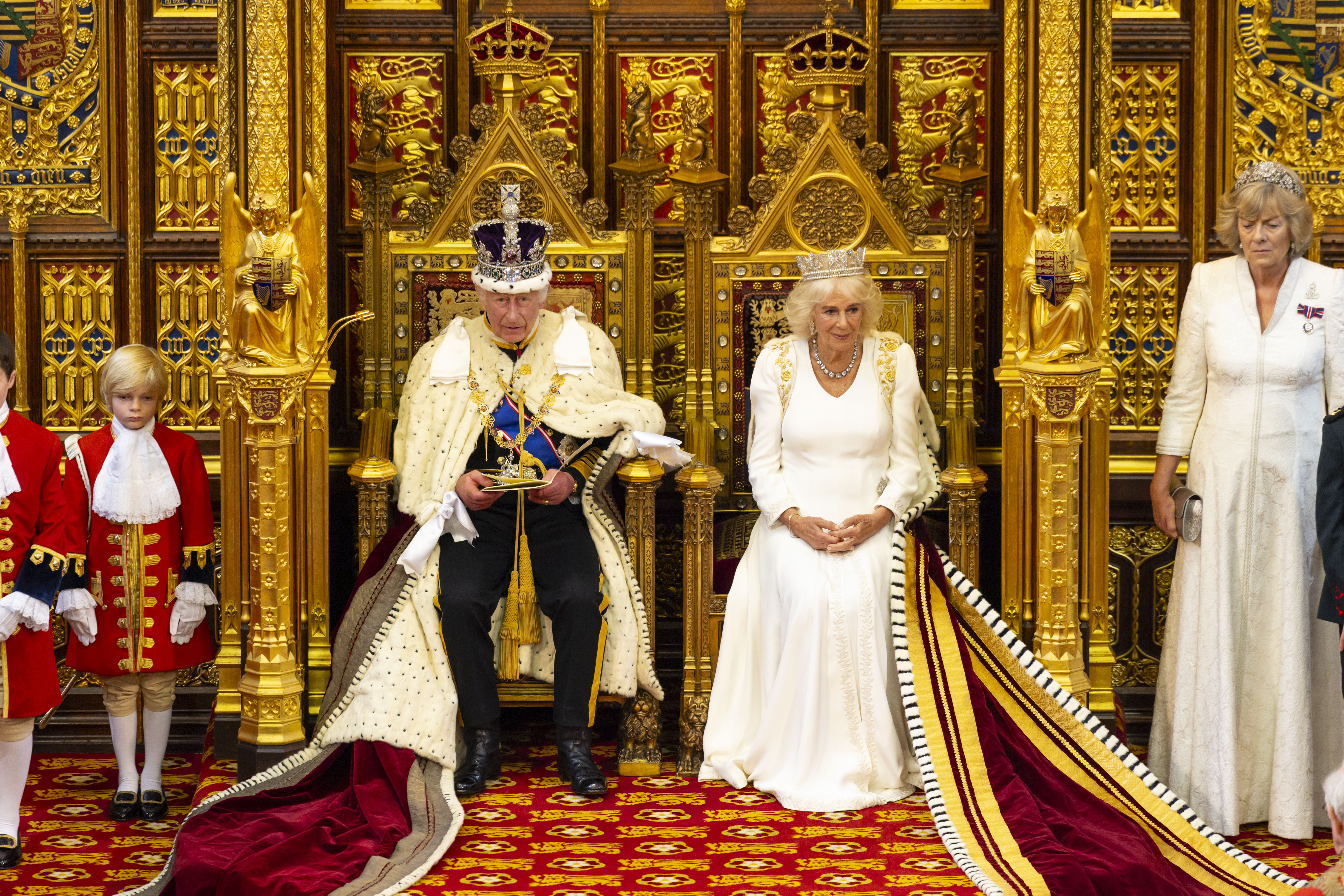
Quốc vương Charles III đọc bài phát biểu từ ngai vàng tại Viện Quý tộc năm 2024 của Vương quốc Anh

Diễn văn từ Ngai vàng (tiếng Anh: Speech from the Throne) là nghi lễ tại các quốc gia quân chủ, nơi nguyên thủ quốc gia hoặc đại diện của họ đọc bài phát biểu trước cơ quan lập pháp khi khai mạc phiên họp, nêu rõ ưu tiên lập pháp của chính phủ và đề nghị sự hợp tác của nghị viện. Nghi thức này thường diễn ra hằng năm, kèm nghi lễ trang trọng.
Trong lịch sử, bài diễn văn phản ánh chính sách của quân chủ, nhưng ngày nay, tại các nước quân chủ lập hiến (như Anh, Hà Lan, Nhật Bản), nội các soạn thảo nội dung, nguyên thủ chỉ đọc. Ở một số nước cộng hoà, nguyên thủ quốc gia (tổng thống) cũng có bài phát biểu tương tự, như Thông điệp Liên bang (Hoa Kỳ). Tuy nhiên, tại các nước cộng hoà đại nghị, bài phát biểu mang tính nghi lễ, trong khi ở thể chế tổng thống (như Hoa Kỳ), tổng thống tự quyết định nội dung nhưng nghị viện không bắt buộc phải tuân theo.

## Vương quốc Thịnh vượng chung

### Thuật ngữ
Tại Vương quốc Anh, bài phát biểu được gọi là "His Majesty's Most Gracious Speech", "Gracious Address" hoặc, không chính thức, "King's Speech" (hoặc "Queen's Speech" khi quân chủ là nữ). Tại Canada, nó được biết đến với tên "Speech from the Throne" (thường viết tắt là "Throne Speech"; tiếng Pháp: Discours du Trône).

### Hiện nay
Ngày nay, trong khuôn khổ chế độ quân chủ lập hiến, bài phát biểu được soạn thảo bởi nội các đương nhiệm, có hoặc không có sự tham gia của người đọc, và nêu rõ chương trình lập pháp cho kì họp quốc hội mới. Do truyền thống quốc hội, quân chủ không thể tham gia vào hạ viện, trong các quốc gia có quốc hội lưỡng viện, nghi thức này được tổ chức tại thượng viện, với sự tham gia của các thành viên cả hai viện. Trong các quốc hội đơn viện, bài phát biểu được đọc tại viện duy nhất. Khác thường, tại Nhà nước Tự do Ireland, bài phát biểu lại được trình bày tại hạ viện của quốc hội lưỡng viện.
Tại Vương quốc Anh, bài phát biểu từ ngai vàng thường được quân chủ đọc trực tiếp tại Lễ Khai Mạc Quốc hội – truyền thống có từ thế kỉ 16, với nghi thức hiện đại được hình thành từ năm 1852 sau khi Toà án Westminster được tái thiết. Lễ này thường diễn ra hàng năm (thường vào tháng 11, 12 hoặc sau tổng tuyển cử), nhưng quân chủ có thể uỷ quyền cho người khác thay mặt; ví dụ, Nữ vương Elizabeth II đã uỷ nhiệm Đại Chưởng ấn vào năm 1959, 1963 và Hoàng tử Charles (nay là Charles III) vào năm 2022.
Ở các quốc gia chia sẻ cùng quân chủ với Anh, bài phát biểu thường được đọc bởi Toàn quyền chung thay mặt quân chủ, mặc dù quân chủ cũng có thể tự đọc – như Elizabeth II đã làm tại New Zealand (1954, 1963, 1970, 1974, 1977, 1986, 1990), Úc(1954, 1974) và Canada (1957, 1977). Thành viên hoàng gia khác cũng từng đảm nhiệm nhiệm vụ này, ví dụ Thân vương xứ Wales (sau này là Quốc vương Edward VIII) đã phát biểu tại Quốc hội Canada vào ngày 1/9/1919. Ngoài ra, hai lần bài phát biểu đã được do người đứng đầu chính phủ Canada đọc (16/5/1963 và 30/9/1974).
Tại các bang của Úc, bài phát biểu do Thống đốc bang đọc, mặc dù quân chủ Úc cũng có thể đảm nhiệm (ví dụ, Elizabeth II đã khai mạc Quốc hội một số bang vào năm 1954 và bang New South Wales năm 1992). Ở hầu hết các bang Canada, bài phát biểu được đọc bởi Thống đốc phụ trách tỉnh; tại Quebec, bài này được gọi là "Bài phát biểu khai mạc" (Allocution d'ouverture), và ở mỗi lãnh thổ Canada, Uỷ viên lãnh thổ đảm nhận nhiệm vụ này.
Ở các vùng Lãnh thổ Hải ngoại thuộc Anh có áp dụng thực tiễn này, bài phát biểu do Thống đốc địa phương đọc. Trong khi đó, tại các cơ quan lập pháp được phân quyền trong Anh, không có bài phát biểu trên ngai vàng; thay vào đó, thường có tuyên bố chương trình nghị sự do Bộ trưởng Thứ nhất trình bày. Tuy nhiên, Quân chủ Anh vẫn thường tham dự và phát biểu với vai trò không chính thức – như Nữ vương Elizabeth II đã làm tại các lễ khai mạc Quốc hội Scotland, nhấn mạnh thành tựu và chúc cho nhiệm kì sắp tới, thay vì trình bày chương trình của chính phủ.